# Station Warszawa Zoo
Station Warszawa ZOO is een spoorwegstation in het stadsdeel Praga in de Poolse hoofdstad Warschau.